# Мексико на Светском првенству у атлетици на отвореном 2017.
Мексико је на Светском првенству у атлетици на отвореном 2017. одржаном у Лондону од 4. до 13. августа учествовао шеснаести пут, односно учествовао је на свим првенствима до данас. Репрезентацију Мексика представљало је 14 такмичара (11 мушкараца и 4 жене) који су се такмичили у 10. дисциплине (7 мушких и 3 женске).,
На овом првенству Мексико је по броју освојених медаља делио 31. место са 1 освојеном медаљом (1 сребрна).
У табели успешности према броју и пласману такмичара који су учествовали у финалним такмичењима (првих 8 такмичара) Мексико је са 2 учесника у финалу заузео 34. место са 12 бодова.
| Плас. | Земља   | 1. место | 2. место | 3. место | 4. место | 5. место | 6. место | 7. место | 8. место | Бр. финал. | Бод. |
| ----- | ------- | -------- | -------- | -------- | -------- | -------- | -------- | -------- | -------- | ---------- | ---- |
| 34.   | Мексико | 0        | 1        | 0        | 1        | 0        | 0        | 0        | 0        | 2          | 12   |

## Учесници
| Мушкарци: - Хесус Тонати Лопез — 800 м - Рикардо Рамос — Маратон - Хесус Тадео Вега — 20 км ходање - Педро Данијел Гомез — 20 км ходање - Едер Санчез — 20 км ходање - Орасио Нава — 50 км ходање - Хосе Лејвер Оједа — 50 км ходање - Омар Зепеда — 50 км ходање - Едгар Ривера — Скок увис - Алберто Алварез — Троскок - Дијего дел Реал — Бацање кладива | Жене: - Маргарита Ернандез — 10.000 м - Марија Гвадалупе Гонзалез — 20 км ходање - Марија Гвадалупе Санчез — 20 км ходање - Jessamyn Sauceda — Скок удаљ |  |

## Освајачи медаља

### сребрна (1)
- Марија Гвадалупе Гонзалез — 20 км ходање

## Резултати

### Мушкарци
| Атлетичар           | Дисциплина     | Лични рекорд | Квалификације     | Квалификације     | Полуфинале            | Полуфинале           | Финале               | Финале        | Детаљи |
| Атлетичар           | Дисциплина     | Лични рекорд | Резултат          | Место             | Резултат              | Место                | Резултат             | Место         | Детаљи |
| ------------------- | -------------- | ------------ | ----------------- | ----------------- | --------------------- | -------------------- | -------------------- | ------------- | ------ |
| Хесус Тонати Лопез  | 800 м          | 1:45,51      | 1:46,71           | 6. у гр. 2        | Није се квалификовао  | Није се квалификовао | Није се квалификовао | 22 / 44 (49)  |        |
| Рикардо Рамос       | Маратон        | 2:14:58      |                   |                   |                       |                      | 2:41:50 ЛРС          | 70 / 71 (100) |        |
| Хесус Тадео Вега    | 20 км ходање   | 1:19:20      | 1:23:10 ЛРС       | 35 / 58 (63)      |                       |                      |                      |               |        |
| Педро Данијел Гомез | 20 км ходање   | 1:20:05      | 1:24:11           | 43 / 58 (63)      |                       |                      |                      |               |        |
| Едер Санчез         | 20 км ходање   | 1:18:34      | Није завршио трку | Није завршио трку |                       |                      |                      |               |        |
| Орасио Нава         | 50 км ходање   | 3:42:51      | 3:47:53 ЛРС       | 16 / 33 (49)      |                       |                      |                      |               |        |
| Хосе Лејвер Оједа   | 50 км ходање   | 3:45:09      | 3:51:17           | 21 / 33 (49)      |                       |                      |                      |               |        |
| Омар Зепеда         | 50 км ходање   | 3:45:28      | Дисквалификован   | Дисквалификован   |                       |                      |                      |               |        |
| Едгар Ривера        | Скок увис      | 2,30д        | 2,29 кв           | 7. у гр. А        |                       |                      | 2,29                 | 4 / 26 (27)   |        |
| Алберто Алварез     | Троскок        | 16,99 НР     | 16,48             | 10. у гр. Б       | Нису се квалификовали | 20 / 30 (31)         |                      |               |        |
| Дијего дел Реал     | Бацање кладива | 77,49 НР     | 71,29             | 13. у гр. Б       | Нису се квалификовали | 26 / 32              |                      |               |        |

### Жене
| Атлетичарка               | Дисциплина   | Лични рекорд | Квалификације    | Квалификације    | Полуфинале | Полуфинале | Финале                | Финале       | Детаљи |
| Атлетичарка               | Дисциплина   | Лични рекорд | Резултат         | Место            | Резултат   | Место      | Резултат              | Место        | Детаљи |
| ------------------------- | ------------ | ------------ | ---------------- | ---------------- | ---------- | ---------- | --------------------- | ------------ | ------ |
| Маргарита Ернандез        | 10.000 м     | 32:11,04     |                  |                  |            |            | 33:06,53              | 29 / 31 (32) |        |
| Марија Гвадалупе Гонзалез | 20 км ходање | 1:26:17 НР   | 1:26:19 ЛРС      |                  |            |            |                       |              |        |
| Марија Гвадалупе Санчез   | 20 км ходање | 1:31:31      | Дисквалификована | Дисквалификована |            |            |                       |              |        |
| Jessamyn Sauceda          | 10.000 м     | 6,74         | 5,61             | 15. у гр. Б      |            |            | Није се квалификовала | 29 / 30      |        |